# Oath (dal)
Az Oath egy dal Cher Lloyd brit énekesnőtől, Becky G rapper közreműködésével. 2012. október 2-án jelent meg a Sticks + Stones című album negyedik kislemezeként az Egyesült Államokban. A szám producere Dr Luke és Cirkut volt. A felvétel a Z100 FM rádión debütált.

## Háttér
Az Oath-ot Ammar Malik, Emily Wright, Becky Gomez, Dr. Luke és Cirkut szerezték, miközben azaz utolsó kettő mellett Robopop volt a szám producere. Cher ezt második albumára vette fel, viszont a Sticks + Stones című debütáló lemezének amerikai kiadására került fel, valamint a brit album deluxe kiadásán kapott helyet.
Az Oath egy dance-pop és szintipop műfajokra épülő dal.

## Videóklip
Lloyd 2012. szeptember 19-én kezdte el forgatni a dalhoz tartozó videóklippet. Rendezője Hannah Lux Davis volt. Becky Gomez rapper (aki közreműködött a dalban) is szerepet kapott a kisfilmben. A forgatást követő napon képek kerültek fel a kisfilmről a naten. Október 4-én jelent meg a kész felvétel VEVO-n.

## Promóció
New York-ban debütált a Z100 FM műsorán. 2012. október 2-án jelent meg a Sticks + Stones negyedik kislemezeként. 2012. november 22-én az amerikai X Factor-ban lép fel dalával.

## Megjelenések
| Ország             | Dátum              | Formátum           | Kiadó                    |
| ------------------ | ------------------ | ------------------ | ------------------------ |
| Egyesült Államok   | 2012. október 2.   | Digitális letöltés | Epic Records             |
| Tajvan             | 2012. október 21.  | Digitális letöltés | Sony Taiwan              |
| Malajzia           | 2012. október 21.  | Digitális letöltés | Razor & Tie              |
| Hongkong           | 2012. október 26.  | Digitális letöltés | Sony Music Entertainment |
| India              | 2012. október 26.  | Digitális letöltés | Epic Records             |
| Új-Zéland          | 2012. október 26.  | Digitális letöltés | Sony Music               |
| Dél-Korea          | 2012. november 2.  | Digitális letöltés | Sony Music Entertainment |
| Indonézia          | 2012. november 5.  | Digitális letöltés | Sony Music Entertainment |
| Thaiföld           | 2012. november 18. | Digitális letöltés | Razor & Tie              |
| Egyesült Királyság | 2012. november 25. | Digitális letöltés | Syco Music               |